# Шмидт, Исаак
Исаа́к Осас Шмидт (англ. Isaac Osa's Schmidt; род. 7 декабря 1999, Лозанна, Швейцария) — швейцарский футболист, крайний защитник английского клуба «Лидс Юнайтед».

## Карьера

### Клубная
Начал карьеру в команде «Лозанна» из своего родного города, подписав первый профессиональный контракт 14 июня 2019 года. Дебютировал в составе клуба 30 июня 2020 года в матче второй швейцарской лиги против команды «Лозанна Уши» (0:0). В элитном швейцарском дивизионе дебютировал 13 декабря 2020 года, выйдя на замену в матче с «Санкт-Галленом» (0:1) на 75-й минуте встречи. В июне 2021 года пополнил состав «Санкт-Галлена», подписав двухлетний контракт. Дебютировал за новый клуб 8 августа того же года в игре с «Лугано» (1:2), а первый гол за клуб забил 19 марта 2022 года, поразив ворота «Люцерна» в матче Суперлиги (3:2).
Сыграв более 100 матчей во всех турнирах за «Санкт-Галлен», 30 августа 2024 года перешел в английский «Лидс Юнайтед». Контракт заключен на 4 года, сумма трансфера составила 2,5 миллиона фунтов. Дебютировал за команду Даниеля Фарке в Чемпионшипе 21 сентября, выйдя на замену на заключительной минуте встречи с «Кардифф Сити» (2:0).

### В сборной
В сентябре 2019 года провел два матча в составе юношеской сборной Швейцарии.

## Достижения
«Санкт-Галлен»
- Финалист Кубка Швейцарии: 2021/22

«Лидс Юнайтед»
- Победитель Чемпионшипа Английской футбольной лиги: 2024/25